# Lac Maskinongé
Pour les articles homonymes, voir Maskinongé.
Le lac Maskinongé est un plan d'eau douce situé dans les municipalités de Saint-Gabriel-de-Brandon et de Mandeville, dans la municipalité régionale de comté D'Autray, dans la région administrative de Lanaudière, au Québec, au Canada.
Le lac Maskinongé est exploité par des activités récréotouristiques.

## Géographie
Les municipalités bordant le lac Maskinongé sont : Mandeville au nord-est, Saint-Damien à l'ouest et Saint-Gabriel-de-Brandon au sud du lac.
Ce lac est situé à 9,9 km à l'est du lac Noir (dont l'émissaire est la rivière Noire), à 22,5 km au nord-ouest du lac Saint-Pierre, à 5,1 km au sud-ouest du lac Mandeville et à 24,6 km au nord du centre-ville de Joliette. Le lac est desservi par les principales routes suivantes : la route 347 qui passe au sud-ouest du lac et la route 348 qui dessert le sud-est du lac.
Principaux affluents du lac Maskinongé
Les principaux affluents du lac Maskinongé sont :
1. rivière Mastigouche qui se déverse dans le lac à la « Pointe à Boutet », dans la zone du « Domaine-Lafrenière » du côté nord du lac. Le principal plan d'eau de tête alimentant cette rivière est le lac Mastigouche situé dans la Réserve faunique Mastigouche ;
2. cours d'eau Georges-Lafrenière qui draine le lac Blondin et qui se déverse dans l'Anse aux Outardes, au nord du lac Maskinongé. Ce cours d'eau comporte un affluent principal, soit le cours d'eau Roger-Lafrenière ;
3. rivière Matambin qui se déverse dans la « Baie à Pitoute » au nord-ouest du lac Maskinongé. Ses eaux proviennent du lac Migué (altitude : 417 m) dont la décharge descend vers le sud pour aller traverser le lac Matambin (altitude : 226 m), situé du côté à 8,5 km (en ligne directe) à l'ouest du lac Maskinongé. Dans sa descente, cette rivière traverse le lac Lachance (altitude : 181 m) et le village de Saint-Damien. Ses principaux affluents sont : cours d'eau Roland-Lafrenière, ruisseau Therrien, ruisseau Traversant, décharge du lac Corbeau, ruisseau Lafortune et la décharge du lac Lamarre ;
4. décharge du « lac de la Pompe » qui traverse le village de Saint-Gabriel-de-Brandon et va se déverser sur la « Plage du Manoir » dans la Baie Caroline, au sud du lac Maskinongé ;
5. décharge du lac des Sapins qui coule au cœur du village de Saint-Gabriel-de-Brandon et va se déverser sur la « Plage du Manoir » dans la Baie Caroline, au sud du lac Maskinongé ;
6. ruisseau Hersey (coulant vers le nord-ouest), provenant du lac Hersey. Il se déverse à environ 0,8 km au sud de l'embouchure du lac, en traversant le « Domaine-Armstrong ».

Principales baies et plages
Le lac Maskinongé comporte des caractéristiques attrayantes pour les activités récréotouristiques notamment :
- les baies : anse aux Outardes, baie du Campeur, baie à la Pitoute, baie Caroline, baie Comeau, baie des Maskinongés et la baie Marian ;
- les plages : plage du Manoir, Turenne (privée), Sarrazin, Armstrong ;
- les presqu'îles (ou pointes) : pointe à Boutet, pointe à Bastien, pointe aux Roches, Cap Saint-Gabriel (au pied du Mont de Lanaudière), pointe aux Ormes, pointe de Sable et pointe Poitras.

Le mont de Lanaudière dont le sommet (altitude : 268 m) est situé à 1,0 km du côté ouest du lac, près de Cap Saint-Gabriel.
Parcours de la rivière Maskinongé
L'embouchure du lac est situé à l'est au fond de la Baie des Maskinongés, entre la « Pointe de Sable » et la « Pointe aux Ormes ». Le « Domaine-de-la-Pointe-aux-Ormes » est situé du côté est de l'embouchure. L'émissaire du lac Maskinongé est la rivière Maskinongé laquelle coule à priori vers le nord, puis vers l'est ; progressivement elle courbe vers le sud-est, puis vers le sud, jusqu'à son embouchure dans le lac Saint-Pierre.
Dans son premier segment, la rivière Maskinongé constitue la limite entre les municipalités de Mandeville et Saint-Gabriel-de-Brandon. Puis la rivière traverse successivement les municipalités de Saint-Didace, Saint-Édouard-de-Maskinongé, Sainte-Ursule, Saint-Justin (limite), Louiseville (limite), Maskinongé (municipalité) et Berthierville.

## Toponymie
Le toponyme "Lac Maskinongé" a été officialisé le 5 décembre 1968 à la Banque des noms de lieux de la Commission de toponymie du Québec.